# Тетяна Трегубова (гандболістка)
Тетяна Трегубова (нар. 14 березня 1989, Ужгород, Закарпатська область, Україна) — словацька гандболістка українського походження. Права півзахисниця команди «Ювента» (Михайлівці) і національної збірної Словаччини.

## Життєпис
Народилася в Ужгороді. До переїзду в Словаччину виступала в клубах «Карпати» (Ужгород) та «Галичанка» (Львів). У 2010 році на запрошення Бориса Петровського на правах вільного агента перейшла до словацького гандбольного клубу «Ювента».
Взимку 2013 року представниця німецького «Тюрінгену» Лідія Якубісова, єдина ліворука гравчиня національної збірної Словаччини, отримала травму руки. Після цього Тетяна Трегубова заявила про готовність отримати словацьке громадянство. В травні 2014 року отримала словацьке громадянство та можливість виступати за жіночу гандбольну збірну цієї країни.